# عصب دهليزي قوقعي

منظر سفلي للمخ يوضح الأعصاب القحفية (العصب الدهيلزي القوقعي باللون الوردي)

العصب الدهليزي القوقعي (بالإنجليزية: Vestibulocochlear Nerve)‏ (يعرف أيضا بالعصب السمعي) هو العصب الثامن من الأعصاب القحفية الإثني عشر وهو عصب حسي مسؤول عن نقل الصوت والاتزان من الأذن الداخلية إلى الدماغ. يحمل العصب الدهليزي القوقعي أليافًا للسمع والتوازن، ويتركّب من قسمين مكّونٌ دهليزيٌّ للتوازن، ومكّونٌ قوقعيٌّ للسمع.
يرتبط العصب الدهليزي القوقعي بالسطح الوحشي لجذع الدماغ، بين الجسر والبصلة، بعد انبثاقه من الصِّماخ السمعي الداخلي (الباطن) واجتيازه للحفرة القِحْفية الخلفيِّة يتّحد القسمان في عصبٍ مفردٍ يُشاهد في الحفرة القِحُفية الخلفية ضمن مادّة الجزء الصخري من العظم الصِّدغي.

## البنية
يتألف العصب الدهليزي القوقعي بأغلبه من أعصاب ثنائية القطب، وينقسم إلى جزأين رئيسين: العصب الدهليزي والعصب القوقعي. يسير العصب القحفي الثامن، أو الدهليزي القوقعي، نحو القسم الأوسط من جذع الدماغ الذي يُسمى الجسر (الذي يتألف بدوره من ألياف عصبية تسير بأغلبها نحو المخيخ). يمتد هذا العصب بين قاعدة الجسر (الجزء الأوسط من جذع الدماغ) والنخاع المستطيل (الجزء السفلي من جذع الدماغ). يُسمى هذا الاتصال بين الجسر والنخاع والمخيخ الذي يحتوي على العصب الثامن بالزاوية المخيخية الجسرية. يترافق العصب الدهليزي القوقعي في مسيره مع الشريان التيهي الذي يتفرع عادةً من الشريان المخيخي الأمامي السفلي عند الزاوية الجسرية المخيخية، ثم يمضي مع العصب السابع من خلال فتحة السمع الداخلية إلى الأذن الداخلية.
يسير العصب القوقعي خارج القوقعة المتوضعة في الأذن الداخلية بعد أن يبدأ في العقدة الحلزونية. تنقل الاستطالات البارزة من عضو كورتي الإشارات صعودًا نحو العقدة الحلزونية. تمثل الخلايا الشعرية ضمن هذا العضو الجزء المسؤول عن تنشيط المستقبلات الواردة استجابةً لموجات الضغط التي تصل نحو الغشاء القاعدي عبر نقل الصوت. لم تُفهم تمامًا الآلية الدقيقة لنقل الصوت عبر عصبونات العصب القوقعي، لكن هناك نظريتان تقدمان تفسيرًا محتملًا: نظرية المكان ونظرية التوقيت.
ينشأ العصب الدهليزي من الجهاز الدهليزي في الأذن الداخلية. تحوي العقدة الدهليزية أجسام الخلايا العصبية للعصبونات ثنائية القطب وترسل استطالاتها الخلوية إلى خمسة أعضاء حسية، ثلاثة منها تشكلها الأعراف الواقعة في مجل القنوات نصف الهلالية. تُنشط الخلايا الشعرية في العرف المستقبلات الواردة استجابةً للتسارع الدوراني. يشمل العضوان الحسيان الآخران المعصبان بالخلايا العصبية الدهليزية كلًأ من البقعة المتوضعة في الكييس والقريبة. تُفعل الخلايا الشعرية في القريبة مستقبلات الإشارات الواردة استجابةً للتسارع الخطي، بينما تستجيب خلايا البقعة في الكييس إلى قوى الانزياح الخطي العمودي المباشرة.

### التطور
يُشتق العصب الدهليزي القوقعي من اللوحاء السمعية الجنينية.

## الوظيفة
ينقل هذا العصب المعلومات من الخلايا الحسية في الأذن الداخلية (الخلايا الشعرية) إلى الدماغ، ويتألف من العصب القوقعي الذي ينقل المعلومات السمعية والعصب الدهليزي الذي ينقل معلومات التوازن. يبرز العصب من الوصل الجسري النخاعي ويخرج من الوجه الداخلي للجمجمة عبر الثقبة السمعية الباطنة (أو فتحة السمع الداخلية) في العظم الصدغي. يحمل العصب الدهليزي القوقعي محاور عصبية من النمط الجسمي الوارد الخاص (إس إس إيه).

## التاريخ

### أصل الكلمة
أطلقت بعض النصوص القديمة تسمية العصب السمعي على هذا العصب، لكن تراجع استخدام هذا المصطلح بعد معرفة دوره في الجهاز الدهليزي، وأصبح العصب الدهليزي القوقعي التسمية المفضلة لدى الأغلبية.